# Grajvoron
Grajvoron (russisk: Грайворон) er en by i Belgorod oblast i den europæiske del af Den Russiske Føderation.
Grajvoron ligger ved floden Vorskla, en biflod til floden Dnepr. Byen blev grundlagt i 1678 . Den har et areal på 10 km2
og et indbyggertal på 6.179 (2021) indbyggere. Grajvoron er hovedby i Grajvoron rajon.